# BBC蘇格蘭交響樂團
BBC蘇格蘭交響樂團（英語：BBC Scottish Symphony Orchestra），是英國廣播公司所有的五個管弦樂團之一，成立於1935年，總部位在格拉斯哥。BBC蘇格蘭交響樂團的主場地是格拉斯哥城市音樂廳。

## 外部連結
- 在BBC Online了解BBC Scottish Symphony Orchestra